# Лейтгеб, Йозеф Игнац
Йо́зеф И́гнац Ле́йтгеб (нем. Joseph Ignaz Leutgeb или Leitgeb; 8 октября 1732, Вена — 27 февраля 1811, там же) — австрийский валторнист, первый исполнитель концертов для валторны с оркестром Моцарта.

## Биография
О ранних годах жизни Лейтгеба практически ничего неизвестно. Диттерс фон Диттерсдорф упоминает о том, что в 1750-е годы он играл в Вене при дворе князя Хильдбургхаузенского, и уже тогда обладал хорошей техникой в исполнении на валторне. В начале 1760-х Лейтгеб дал ряд сольных концертов, в которых исполнял сочинения Леопольда Хофмана, Михаэля Гайдна и Диттерсдорфа. По мнению историка музыки Дэниэла Хирца, для Лейтгеба написан ре-мажорный Концерт Йозефа Гайдна (1762). Год спустя музыкант поступил на службу к князю Эстерхази, однако проработал у него недолго, и в том же году уехал в Зальцбург, где выступал как солист. В последующие годы Лейтгеб гастролировал по городам Австрии и Германии, в 1770 играл в Париже, где исполнил концерт собственного сочинения. Французская критика весьма доброжелательно отозвалась об этом выступлении, отметив высокое исполнительское мастерство музыканта. В 1777 Лейтгеб поселился в Вене, получив в наследство лавку торговца сыром.
К началу 1780-х относится знакомство музыканта с Моцартом, который написал для него ряд произведений: четыре концерта, квинтет со струнными и др., ставшие классикой современного репертуара для валторны. Двух музыкантов связывала крепкая дружба, длившаяся до кончины Моцарта в 1791. После его смерти Лейтгеб помогал его вдове привести в порядок рукописи композитора, а вскоре завершил исполнительскую карьеру, и в последующие годы занимался торговлей.